# Семеновка (Великобагачанский район)
Семеновка (укр. Семенівка) — село, Багачанский-Первый сельский совет, Миргородский район, Полтавская область, Украина.
Код КОАТУУ — 5320280904. Население по переписи 2001 года составляло 339 человек.

## Географическое положение
Село Семеновка находится в 1,5 км от села Пушкарево. По селу протекает пересыхающий ручей с запрудой. Рядом проходит автомобильная дорога М-03.